# 紐約洋基
紐約洋基（英語：New York Yankees）是一支位於紐約布朗克斯區的職業棒球隊。隸屬於美國職棒大聯盟美國聯盟東區，是美國聯盟八支創始球隊之一，球隊主場為新洋基體育場。球隊在1901年於馬里蘭州巴爾的摩創立，當時的名稱為巴爾的摩金鶯（與現在的巴爾的摩金鶯無關）。1903年球隊遷至紐約市，並改名為紐約高地人（New York Highlanders）。1913年球隊更名為洋基（Yankees）。
紐約洋基為史坦布瑞納家族所掌控的一間有限公司洋基全球企業集團（Yankee Global Enterprises）所擁有，該家族在1973年買下球隊。布萊恩·凱許曼是球隊經理，亞倫·布恩是球隊總教練。1923年到1973年及1976年到2008年，洋基的主場為老洋基體育場。1974年及1975年，因為紐約噴射機與紐約巨人的關係，洋基與大都會共用謝亞球場。2009年，因為舊球場已經關閉並拆除，洋基搬到新的同名球場，並在同年奪得世界大賽冠軍。而洋基一直是大聯盟觀眾最多的球隊之一（47次大聯盟第一），2011年球隊的總觀眾人數（3,653,680人次）、主場平均觀眾人數（45,107人次）、整年平均觀眾人數（33,228人次）皆排名大聯盟第一。
身為世界上最成功的運動俱樂部之一，紐約洋基贏得21次分區冠軍和41次聯盟冠軍，還有27次世界大賽冠軍，皆為大聯盟紀錄。在北美主要之體育項目中，洋基在1999年獲得世界大賽冠軍以後，超越國家冰球聯盟之蒙特利尔加拿大人隊所獲得的24次史坦利盃冠軍，成為美國職業運動裡面拿下最多冠軍的隊伍。值在球隊的歷史裡面，有44位的棒球名人堂選手，並且共有23個球隊號碼退休，這裡面有名的球員包括貝比·魯斯、盧·賈里格、喬·狄馬喬、米奇·曼托、尤吉·貝拉和懷堤·福特等選手，而洋基也是在所有的球隊中，唯一每個守備位置皆有球員獲選登錄棒球名人堂中的球隊。為了贏得冠軍，球隊利用高額的薪資來吸引人才，特別是在史坦布瑞納時代。根據2017年美國《富比士》雜誌的報導，紐約洋基是美國第二以及世界上第二最具價值的運動球隊，估計價值約為37億美元。這個數值在2020年更是推進到50億美元。洋基是一個受到大家喜愛和擁有許多球迷的球隊，他們的競爭對手是波士頓紅襪，彼此間的競爭關係延續了一個多世紀，在體育競技的範疇中堪稱世仇。這種情緒和關係在美國職業體育的歷史上非常著名也異常激烈。另外，旗下的付費電視頻道「洋基娛樂和運動網」（Yankee Entertainment and Sports Network，簡稱YES）在2002年成立以後，負責報導洋基的相關新聞。

## 歷史

### 早年
起源
1900年球季末，聯盟主席班·強森決定籌組新聯盟，稱之為美國聯盟。美國聯盟除了先前小聯盟時期(1899年前稱為西方聯盟)的五個城市，另外新增了三個東岸的城市，包括在前一年國家聯盟縮編時遭到裁減的馬里蘭州巴爾的摩。強森有意在紐約市增隊，但遭國家聯盟紐約巨人隊經營者運用塔馬尼派（Tammany Hall）以政治力運作而未成功。
1901年，球隊以巴爾的摩金鶯隊的名義成立，總教練為約翰·麥格勞。麥格勞因聯盟嚴格地執行規則而與主席班‧強森產生歧見，於1902年球季中跳槽至國家聯盟的紐約巨人隊執教。在美國聯盟沒收金鶯隊開始管理並企圖搬至紐約，紐約巨人隊的老闆開始產生經營的興趣，並挖角球員。
1903年1月，美國聯盟與國家聯盟舉行「和平會議」解決球員合約的爭執與討論未來的合作。國家聯盟並同意美國聯盟可以在紐約設立球隊。美國聯盟的巴爾的摩經營權轉賣至紐約給新老闆：法蘭克·費瑞爾(Frank Farrell)、威廉·戴佛瑞（William Devery），獲准找尋不屬於紐約巨人隊的新據點蓋球場。費瑞爾和戴佛瑞對城市政治和賭博事業的有很深的介入。費瑞爾擁有許多賭場和撞球俱樂部，戴佛瑞之前則是在1902年初因嚴重貪污被紐約市政府開除的警察署長。
坐落高地

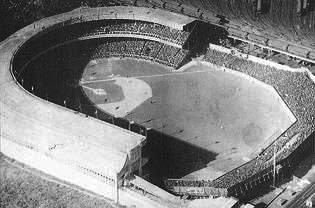
洋基在1913年－1922年所使用的主場波羅球場（Polo Grounds）。

球隊一開始坐落在紐約曼哈頓165街與百老匯交界，靠近曼哈頓島的最高點。故球場稱作「山頂球場」（Hilltop Park），而球隊亦立即更名稱為「紐約高地人隊」（New York Highlanders）。
在高地人隊時期，球隊僅在1904及1910年拿到最好的第二名的成績；相對地，他們在紐約的前十五年，多數球季戰續墊底。球隊高層腐敗、部分球員有爭議，如著名的一壘手哈爾·卻斯（Hal Chase）被懷疑打假球，但沒有完全被證實。
在1904年球季最後一場賽事，球隊的奇蹟。紐約投手卻斯伯(Jack Chesbro)在第九局暴投造成波士頓美國人隊拿到奪冠的致勝分。這事件產生幾種歷史上不同的影響。第一，由於美國人晉級聯盟冠軍賽，紐約巨人隊拒絕與「小聯盟球隊」打世界大賽，即使美國人隊去年打進世界大賽。這結果使巨人隊老闆約翰·布拉許(John T. Brush)遭媒體嚴厲批評，促使委員會制定規範世界大賽規則。1904年是世界大賽於1994年大罷工為止，最後一次無法舉辦的一季。美國人隊於1908年改名紅襪隊前，1904年是美國人隊最後一次在聯盟冠軍賽打敗紐約洋基，直到百年後的2004年。
在1913到1922年間球隊，曾與國聯世仇紐約巨人隊共用馬球球場。由於在馬球球場於1911年火警後重建期間，巨人隊曾獲准租用山頂球場打球，兩球團關係回溫。在1900年代早期，球團開始以「洋基人」為偶而使用的暱稱，「洋基人」為美國人的別稱，最早可追溯到1904年6月21日，當道賀堤（Patsy Dougherty）被波士頓交易至紐約，波士頓通訊報（Boston Herald）以「道賀堤成為洋基人（Dougherty as a Yankee）」做為報導標題。以此事實可知這個暱稱早己眾人皆知了。而在1906年4月15日紐約通訊報（The New York Herald）也以「洋基在開幕賽以2-1打敗波士頓（Yankees win opening game from Boston, 2-1）」為標題。在球隊的前十年這個暱名傳播之快。1913年球隊主場轉至馬球球場時，球團正式將球隊從高地人隊定名為洋基。
在1910年代中期，費瑞爾和戴佛瑞資金短缺並開始疏離。在1915年初，他們把球隊賣給陸軍上校賈可布·魯伯特（Jacob Ruppert）及海軍上校提林海斯·哈斯頓（Tillinghast L'Hommedieu Huston）。魯伯特是魯伯特酒莊繼承人，曾任八年美國聯邦眾議員。魯伯特表示，我們用了450000美元買到一支孤兒球隊，它沒有自己的球場，沒有超強的球員，沒有名聲，但是有一位口袋很深，且願意花大錢把它變成冠軍隊的老闆。

### 貝比·魯斯與盧·賈里格

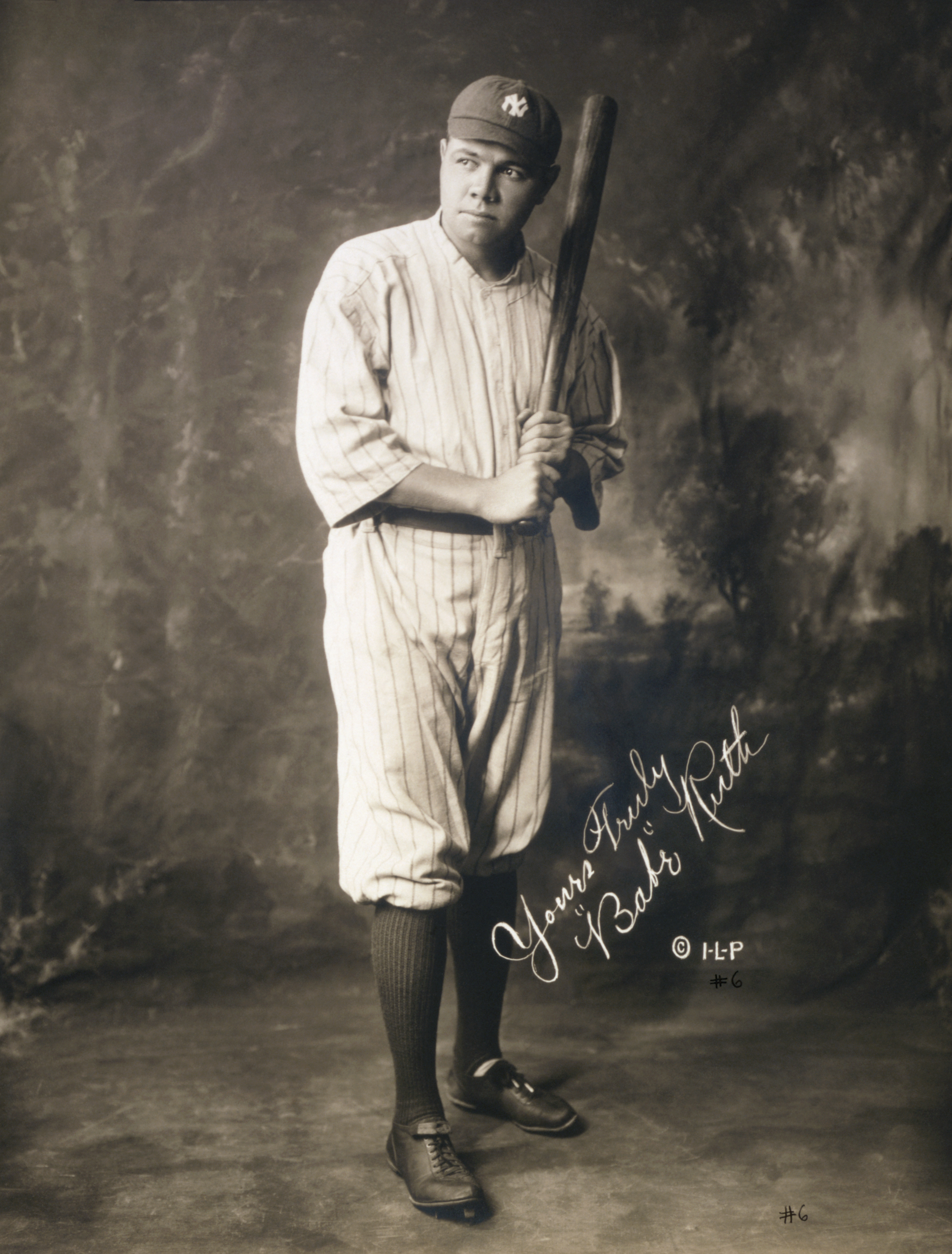
1920年，在洋基第一年球季的貝比·魯斯。

在接下來的幾年，新老闆開始擴大投資球隊。很多對洋基貢獻的球員，多自從波士頓紅襪交易而來，時任紅襪老闆，戲院經理及百老匯秀製作人亨利·佛瑞茲（Harry Frazee）利用信用貸款買下紅襪卻無力償債。1919年到1922年間，洋基自紅襪交易到投手韋特·霍伊特（Waite Hoyt）、卡爾·梅斯（Carl Mays）及賀伯·潘奈克（Herb Pennock），捕手威利·舒安（Wally Schang），游擊手艾佛列特·史考特（Everett Scott）及三壘手喬·杜根（Joe Dugan）。但投手轉外野手的貝比·魯斯才是要角。佛瑞茲在1920年1月以魯斯要求最高薪及打擊表現衰退為由將其交易予洋基。魯斯在被交易至洋基後，延續自紅襪隊時代即頗受爭議的私生活，但球團因其轉隊後的高人氣與球隊爭冠時的貢獻，對其私生活轉為容忍。在當時波士頓兩個主要報紙認同這個交易。而貝比魯斯被交易至洋基時，心中有所不滿，波士頓紅襪亦碰巧自1919年到2003年間未曾得到任何世界大賽冠軍，使坊間流傳貝比魯斯魔咒，直至2004年波士頓紅襪奪得世界大賽冠軍為止。1927年，佛瑞茲終於以音樂劇No No Nanette在百老匯成功，包括名歌「Tea For Two」。
這時期其他重要的新成員有總教練米勒·哈金斯（Miller Huggins）及總經理艾德·拜洛（Ed Barrow）。在1919年當哈斯頓在歐洲服役時，魯伯特雇用哈金斯，這件事造成兩名老闆的決裂，而1923年魯伯特買下了哈斯頓的洋基股權。拜洛在1920年加入洋基，且像其他新球員一樣，曾經是紅襪的一員，並自1919年開始管理球隊。拜洛在洋基當了總經理及總裁25年，並理所當然地是球隊成功的大功臣。他尤其為洋基發展農場系統做了重大的貢獻。1932年，盧·賈里格成為大聯盟史上第一位單場擊出四支全壘打的球員，同時也是洋基唯一的一位。1934年，魯斯擊出生涯第700支全壘打。1939年，洋基在世界大賽中擊敗紅人，完成隊史上首次世界大賽四連霸（1936年－1939年）。 盧·蓋瑞退休，他的4號球衣也是大聯盟第一個退休的號碼。

### 黃金輝煌時期

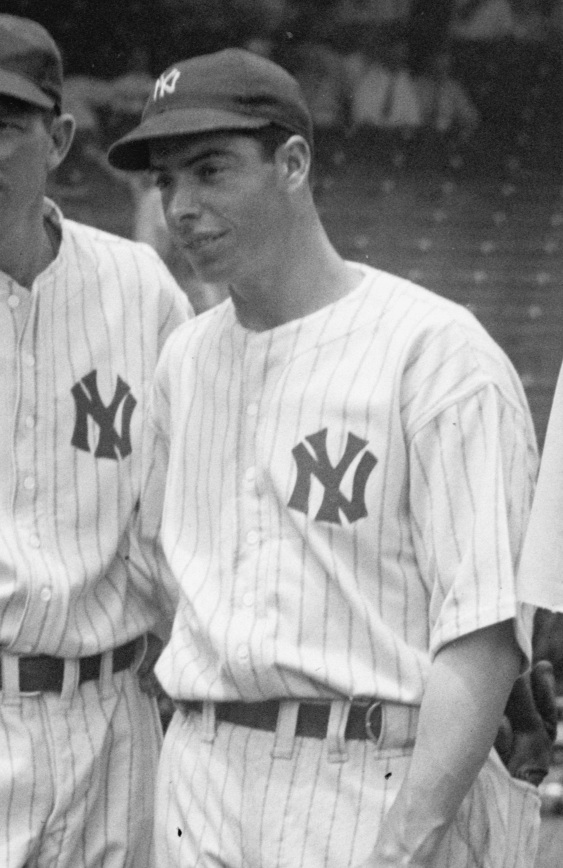
1941年，連續56場比賽擊出安打的喬·狄馬喬。

40年代和50年代，可說是洋基最輝煌的時刻，進軍世界大賽13次，贏得10次世界冠軍（包括1949年－1953年的五連霸），大聯盟中沒有其他球隊可與之匹敵。
1941年，外野手喬·狄馬喬創下連續56場比賽擊出安打，至今仍是大聯盟紀錄。
1946年，洋基球場首度進行夜間比賽。
1948年，洋基名將魯斯的3號球衣退休，魯斯則在同一年8月死於喉癌。
1953年，強棒米奇·曼托擊出565呎超大號全壘打，是大聯盟史上可測量距離最長的全壘打。
1956年，投手唐·拉森投出世界大賽唯一一場完全比賽 。
1963年，曼托在洋基球場再擊出734呎的超大號全壘打（因球擊中外野看台的屋頂後彈回場內，故此距離是推算值）。
1961年，莫理斯(Roger Maris)創下大聯盟單季61支全壘打的記錄，也形成所謂"莫理斯障礙"，這個記錄高懸了30多年，直到1998年才被聖路易紅雀馬克·麥奎爾打破(目前記錄是貝瑞·邦茲在2001年創下的73支)。
1962年，洋基與底特律老虎鏖戰到第22局才以再見全壘打擊敗老虎，這是隊史上最長的一場比賽。
1964年，哥倫比亞廣播公司買下洋基80%股權，並在不久後便買下所有股權，成為洋基東家。
1973年，史坦布瑞納帶著其他投資人，以1000萬美金買下洋基。
1976年，重新改建的老洋基體育場完工啟用，洋基也在這一年贏得隊史上第30個美聯冠軍，重返世界大賽，但慘遭辛辛那提紅人橫掃出局。隨後1977年、1978年連續兩年在世界大賽擊敗洛杉磯道奇。投手羅恩·古德瑞同時在1978年球季締造單場18次三振的球隊記錄。

### 近年

#### 1980年－2000年
進入80年代的第一件大事，便是1983年7月24日在主場迎戰堪薩斯市皇家隊時發生的"松焦油事件"。九局上半，皇家隊喬治·布列特擊出兩分全壘打，使皇家以5比4後來居上，但裁判發現布列特球棒上的松焦油超過18英吋的範圍，而將全壘打沒收。皇家隊在賽後抗議成功，比賽於8月18日繼續進行，皇家以5比4獲勝。1987年，一壘手丹·馬丁利連續8場比賽擊出全壘打，追平大聯盟紀錄，他同時創下單季6支滿貫全壘打的紀錄。洋基在80年代僅晉級一次世界大賽，但被洛杉磯道奇隊擊敗（1981年）。90年代後期，「洋基雄風」再起。1996年，洋基隊任命喬·托瑞為隊史第33任總教練。當時並沒有人看好此一任命，但托瑞在這一年帶領洋基隊拿下分區冠軍，並在季後賽一路過關斬將進入世界大賽，以4：2打敗亞特蘭大勇士隊，拿下世界大賽獎盃。1997年洋基隊以外卡身份進入季後賽，但在第一輪美國聯盟分區賽以2:3不敵克里夫蘭印地安人隊。
1998年，投手大衛·威爾斯投出隊史上第一次正規球季內的完全比賽。同年洋基隊創下季賽114勝的美聯最高紀錄，並擊敗聖地牙哥教士隊，取得總冠軍。
1999年，名投大衛·孔恩在季賽中投出大聯盟史上第16場完全比賽，也是隊史第2場。洋基隊再於世界大賽中擊敗亞特蘭大勇士隊，贏得隊史第25座冠軍，同時將世界大賽連勝場數推進至12場。2000年世界大賽，洋基隊與同城市的紐約大都會隊進行多年不見的紐約"地鐵大戰"（上一次是在1956年），結果洋基隊技高一籌，以4勝1負擊敗大都會隊，贏得第26座冠軍盃，不過這場系列賽中，洋基隊於第3戰輸球，也使洋基隊在世界大賽中的連勝場數止於14場。

#### 2000年代
2001年，洋基隊繼續拿下美聯冠軍進入世界大賽，當時的對手為亞利桑那響尾蛇隊，前6戰雙方以3：3平手，但在第7戰洋基隊馬里安諾·李維拉救援失敗，後來路易斯·岡薩雷斯在滿壘情況下擊出一支一壘安打，幫助球隊奪得致勝一分，令李維拉成為敗投，沒能拿下世界大賽獎杯，四連霸夢碎。
2002年，洋基隊季後賽第一輪被洛杉磯天使隊以3：2淘汰。
2003年，洋基隊在美國聯盟冠軍賽碰到波士頓紅襪隊，前6戰雙方3平，而第7戰亞倫·布恩在第11局從蝴蝶球投手提姆·韋克菲爾德擊出再見全壘打，為這場刺激的比賽畫下句點。這場比賽被公認為基襪世仇歷史裡最好的一場。洋基隊再度晉級到世界大賽中，但卻受制於佛羅里達馬林魚的先發投手賈許·貝基特，以2勝4負無緣衛冕。
2004年美國聯盟冠軍賽，由洋基隊對上波士頓紅襪隊，洋基隊拿下3連勝，但在第4戰9局下，紅襪隊以3:4落後，這時洋基隊派出王牌救援李維拉。凱文·米拉首先保送上壘，大衛·羅伯茨以替代跑壘員身份換下米拉，並很快盜到二壘，接下來比爾·米樂即時打出一支安打，取得1分打點，迫使比賽進入延長賽。在12局下，大衛·歐提茲揮出2分再見全壘打，紅襪隊艱難取勝。也因這場勝利讓紅襪能夠繼續進行比賽，紅襪最後拉出一波4連勝，完成不可思議的大逆轉，這系列賽被公認為基襪世仇歷史裡最精彩的系列，紅襪隊也在這一年破了長達86年的貝比魯斯魔咒。
2005年開始，洋基隊連續3年的季後賽，皆在美國聯盟分區賽被淘汰出局。2007年球季結束之後，托瑞不再續任總教練，改由前佛羅里達馬林魚隊總教練喬·吉拉迪接手。
2008年，洋基由於王建民、松井秀喜和荷黑·波沙達等主力球員皆進入傷兵名單，最後球隊以分區第3坐收，結束連續13年進入季後賽的紀錄。季後，洋基以大量金錢簽下自由球員卡斯登·查爾斯·沙巴西亞、A·J·柏奈特和馬克·塔克薛拉等人，期望能在下一球季讓球隊拿下隊史第27座的世界大賽獎杯。同年9月21日，洋基主場最後一場賽事結束後，舊洋基體育場正式停用。2008年季後，洋基正式將主場遷至新洋基體育場，這是球隊1923年後再遷主場。

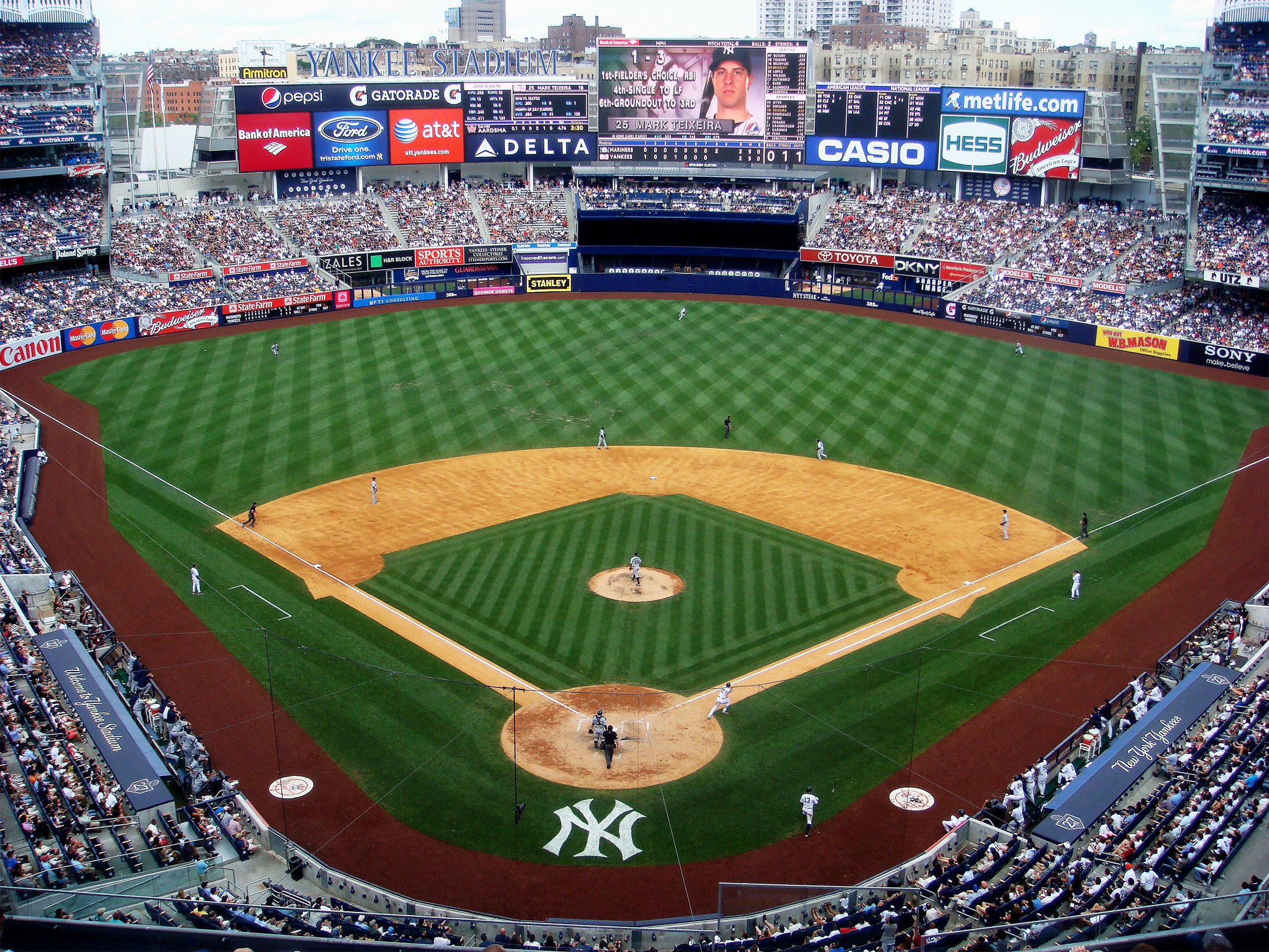
2009年啟用的新洋基體育場。

2009年4月2日，新洋基體育場正式對外開放，同年4月3日舉辦熱身賽，為新洋基體育場首場賽事；同年4月6日，洋基隊正式於新洋基體育場舉辦首場職棒賽事。同年9月27日，洋基隊在主場4：2擊敗波士頓紅襪隊，拿下該季第100勝，至球季結束以後共拿下103勝59敗的成績，順利以美東冠軍晉級季後賽。季後賽首輪遭遇明尼蘇達雙城隊，該年例行賽洋基隊和雙城隊的7場比賽中，洋基隊7戰全勝，使球界普遍看好洋基隊能夠勝出，洋基隊亦如預期，以直落3橫掃雙城。
美國聯盟冠軍賽，洋基隊對上西區冠軍洛杉磯天使。近年洋基隊對天使隊在例行賽多居下風，只有在今年的10場例行賽裡面和天使隊打成5：5平手的局面，而在季後賽洋基隊遇上天使隊皆被淘汰的情況下，對洋基隊來說是場硬仗。在第一場比賽裡面，以守備見長的天使隊令人意外的出現了3次失誤，而最後輸掉比賽。最關鍵的比賽是在第2場，天使隊在延長比賽11局上半從洋基隊救援投手阿爾弗雷多·阿瑟維斯攻下1分，在下一個半局，天使隊派上終結者布萊恩·弗恩特斯要守下勝利，沒想到卻被第一個打者艾力士·羅德里奎茲擊出追平分的陽春全壘打，最後球隊以再見失誤輸掉比賽。最後洋基隊在2009年10月26日於主場以5：2擊敗天使隊，以4勝2敗的成績拿下美聯冠軍，晉級世界大賽，10月28日與國聯冠軍費城費城人隊爭奪世界冠軍。CC·沙巴西亞是該年美聯冠軍賽的最有價值球員。
2009年世界大賽的第1戰，洋基隊受制於費城人王牌克里夫·李的投球，加上救援投手崩盤，而輸掉比賽，但第2場比賽開始，洋基隊拿下3連勝，而以3勝1敗聽牌。第5場比賽費城人在退無可退的情況下，推出王牌李，洋基隊推出只休息三天的A·J·柏奈特，而柏奈特卻只投2局就狂失6分，最後吞下敗仗，費城人隊能將比賽帶到第6場。11月5日紐約洋基隊在主場以7：3擊敗費城費城人拿下2009年世界大賽冠軍，拿下隊史第27座世界大賽冠軍，這同時也是球隊在全新的新洋基體育場後首座世界大賽冠軍。MVP為日籍選手松井秀喜，為史上第一位日籍獲獎者，亦是首位以全職指定打擊獲獎者。洋基隊能順利拿下世界大賽冠軍，除先發投手的穩定表現，打線適時發揮亦是關鍵。

#### 2010年代
2010年
2010年的球季，開幕戰及球季的最後一場比賽，對手皆為波士頓紅襪隊，球季比賽皆在客場芬威球場開始及結束，這是自從1950年以來，再次安排這樣的賽程。6月，洋基隊將作客洛杉磯道奇隊主場，屆時將面對前總教練喬·托瑞所帶領的道奇隊進行3連戰，最後洋基隊贏得2場比賽。明星賽期間，洋基隊哀悼2位隊史的重要人物逝世，其一是鮑伯·謝帕德（7月11日過世），他在1951年至2007年間負責洋基播報工作，被譽為是洋基體育場之聲（The Voice of Yankee Stadium），其次則是洋基大老闆喬治·史坦布瑞納（7月13日因病過世）。
9月28日，洋基隊在客場以6：1擊敗多倫多藍鳥隊，確定獲得今年季後賽的門票，有機會尋求衛冕美聯冠軍及世界大賽冠軍，這場比賽也確定紅襪隊無緣進入季後賽，球季的最後一場比賽，洋基隊確定以外卡資格進入季後賽，在2010年美國聯盟分區賽的對手為明尼蘇達雙城隊，以3連勝淘汰雙城隊。
2010年美國聯盟冠軍賽的對手為德州遊騎兵，但洋基隊此系列賽表現不佳，最後以2勝4敗被淘汰，無緣衛冕。
2011年
2011年球季，洋基隊季後賽門票魔術數字剩1（美聯東區冠軍剩3），面對光芒隊打雙重賽，最後都以4比2獲勝。同日，紅襪隊也以4比6擊敗金鶯隊，讓洋基隊睽違一年之後，再度拿到美聯東區冠軍。這是洋基隊近17年來第16次打進季後賽，也是洋基隊隊史第17次美聯東區冠軍。2011年美國聯盟分區賽的對手是底特律老虎隊，但洋基隊表現不佳，以2勝3敗被淘汰。
2012年
2012年球季，洋基隊曾一度領先同區的金鶯隊達到10.5場勝差，金鶯隊則是力圖振作，幾乎要扳平成績。終結者李維拉在5月3日的賽前熱身意外受傷，球季報銷，對球隊形成一大打擊。洋基隊在球季尾聲拉出一波小高潮，加上金鶯隊後繼無力，使洋基隊得以連續兩年拿到美聯東區冠軍。這是洋基隊近18年來第17次打進季後賽，也是洋基隊隊史第18次美聯東區冠軍。球季最後，在遊騎兵隊擊敗天使隊的情形下，洋基隊成功取得季後賽門票。
洋基隊在2012年美國聯盟分區賽的對手是落入外卡的金鶯隊。系列第一戰，洋基隊在9局上攻下5分大局，以7:2獲勝。後四戰的比分均非常接近，顯示兩隊的近況非常相近。洋基隊最後以3勝2敗驚險淘汰金鶯隊，晉級美聯冠軍賽。
洋基隊在美聯冠軍賽再次碰上底特律老虎隊，但洋基隊打線熄火，加上在第4戰C·C·沙巴西亞投不滿4局丟6分被打退場，最終洋基隊以直落四遭到橫掃。
2013年－2015年
2013年球季，洋基隊在4月至5月間一度盤據美東龍頭，但由於主力柯蒂斯·格蘭德森、艾力士·羅德里奎茲、馬克·塔克薛拉以及隊長德瑞克·基特等人頻頻進出或長期待在傷兵名單之中，最後仍以85勝77負的戰績無緣季後賽。馬里安諾·李維拉在2012年罕見因傷長期缺席之後，2013年季前宣布復出，並將在季後退休，是洋基隊自身，乃至大聯盟的一樁盛事。諸多球隊為了表彰李維拉在場上、場下的表現及貢獻，在洋基隊作客時向他致贈禮物，向這位球史最重要的後援投手致敬。
2014年球季，洋基隊在自由市場分別簽下雅戈比·艾尔斯布里、布莱恩·麦肯、卡洛斯·貝爾川、布萊恩·羅伯茨、馬特·索頓以及田中將大等人，企圖複製2009年球季的成功，但最後結果卻是白忙一場。球季結束後，德瑞克·基特也宣告退休，這意味著洋基隊的個位數背號將全數退休，同時也表示九〇年代以來的四大核心全數退役，球隊的歷史進入了新的時代。
洋基隊雖然在季前並不被看好能在美聯東區出線，但還是奮力追趕並超越同區的金鶯隊，一度登上龍頭，但洋基隊在731交易大限過後並沒有太多補強，反倒給藍鳥隊一線生機。在確定與分區冠軍無緣之後，洋基隊全力競逐外卡資格。10月2日，洋基隊在主場第81場例行賽，以4：1擊敗世仇紅襪隊，拿下外卡，並成為大聯盟史上第8支、美聯第1支達成10,000勝的球隊。拿下外卡資格的洋基隊，卻在主場以0:3不敵休士頓太空人隊，以87勝75負結束這個球季。12月7日，洋基隊送出亞當·沃倫及一名日後指定球員，從芝加哥小熊隊換來二壘手史達林·卡斯楚。12月27日，再送出4位農場新秀（Caleb Cotham、Rookie Davis、Eric Jagielo、Tony Renda），從紅人隊換回阿羅魯迪斯·查普曼。
2016年
洋基隊在季前透過交易查普曼，期望能與安德魯·米勒和戴林·貝坦西斯組成強力的牛棚防線，可是對開季後的表現並沒有添加太大的幫助。所以在7月24日，洋基隊送出阿羅魯迪斯·查普曼到小熊隊，換回後援投手亞當·沃倫、19歲高階1A游擊手葛雷伯·托雷斯、21歲2A外野手Billy McKinney，以及22歲高階1A外野手Rashad Crawford等人。7月31日再送出安德魯·米勒，換回印地安人隊4位小聯盟球員（外野手克林特·弗雷澤、左投手Justus Sheffield、右投手Ben Heller與J.P. Feyereisen）。8月1日再將老將卡洛斯·貝爾川送到德州遊騎兵，換來小聯盟投手迪倫·泰特、Nick Green與Erik Swanson。8月艾力士·羅德里奎茲退休，這也宣告球隊陣容完全重建。
2017年
以轟破菜鳥年全壘打紀錄，同時榮膺明星周全壘打大賽冠軍的「法官」亞倫·賈吉為首的新人個個爆發，帶領洋基隊一度衝上美東龍頭，然而年輕球隊的不穩定性卻在季中爆發，也把第一的位置拱手讓給世仇紅襪隊。
季中交易，洋基隊從白襪隊換得陶德·弗雷澤、大衛·羅伯森和湯米·坎利，再從運動家隊換得桑尼·葛雷。球隊陣容雖獲更新，一時間仍無法衝擊紅襪隊的分區排名。隨著紅襪隊在主場打敗太空人隊自力封王，洋基隊也確定要在自己的主場迎戰雙城隊。10月4日的比賽，儘管洋基隊1上就陷入3分落後，但下個半局馬上追平，最後以8:4收下前往克里夫蘭的機票，與美聯頭號種子印地安人隊展開對決。
美國聯盟分區賽，儘管洋基隊在第二戰錯失追平戰局的機會，但回到主場後連勝2場，最後在第五戰以5:2演出大逆轉，成功淘汰印地安人。
美國聯盟冠軍賽，雖然頭二戰洋基隊打線受制於太空人隊先發投手，吞下二個1:2的敗仗，但在回到主場後，洋基隊火力大爆發，反而帶著聽牌優勢回到休士頓。到了第六站，洋基隊再度被賈斯丁·韋蘭德壓制，加上太空人隊打線復活，將戰局逼入決勝第七戰。在第七戰，洋基隊面對太空人隊的雙先發，他們完全束手無策，最終以0:4遭到完封，只能眼看太空人隊前進洛杉磯。此後，洋基隊選擇不和總教練吉拉迪續約。
2018年
請走吉拉迪後，洋基隊聘請過去幾年都在ESPN擔任球評，並在2003年美聯冠軍賽第七戰一棒擊沉世仇紅襪隊的前大聯盟三壘手亞倫·布恩接手總教練一職。
在自由市場上，洋基隊的動作頻頻，儘管在大谷翔平爭奪戰中率先出局，但在馬林魚隊新任老闆，也是昔日的洋基隊長基特大砍團隊薪資的操作下，以史達林·卡斯楚和2名農場新秀，從邁阿密帶回賈恩卡洛·斯坦頓，然而斯坦頓的開季表現卻很不理想，直到氣候逐漸步入夏天，才開始回復水準。
季中交易，投手部門不太穩定的洋基隊，決定用農場資源換來金鶯隊終結者查克·布里頓，藍鳥隊先發J·A·哈普和雙城隊先發蘭斯·林恩，將Chasen Shreve送到紅雀隊；野手部分，為了頂替亞倫·賈吉的缺陣，從巨人隊迎來安德魯·麥卡琴。驚奇的是，從紅雀隊換來做葛雷格·柏德備胎的盧克·沃伊特打出爆炸性的表現，壓縮了長期受矚目的一壘新秀葛雷格·柏德的表現空間。
9月22日，洋基隊在延長賽第11局下半靠著中外野手艾倫·希克斯的再見二壘安打，最後以3：2一分險勝金鶯隊，加上外卡榜第三的光芒隊也輸球，確定以外卡資格挺進季後賽，外卡資格賽將在主場迎戰奧克蘭運動家隊，爭取晉級美聯分區賽門票。最終路易斯·賽維里諾和打線發揮，以7:2擊敗奧克蘭運動家隊，晉級美聯分區賽。相隔14年再度與世仇波士頓紅襪隊碰頭。
9月28日洋基隊打出四支全壘打，追平由水手隊締造的大聯盟單季全壘打紀錄（264支，1997年）。最終洋基隊以球季共267支全壘打作收。
10月6日，洋基隊與紅襪隊在美聯分區賽碰頭，洋基隊以1勝3敗遭淘汰。第三場被紅襪隊得了16分，這是洋基隊隊史季後賽單場失最多分的紀錄。在該場比賽，紅襪隊的布羅克·霍特也成為史上第一位在季後賽達成完全打擊的球員。
2019年
季前簽回布萊特·加德納、C·C·沙巴西亞、J·A·哈普和查克·布里頓等人，從西雅圖水手隊交易來詹姆斯·帕克斯頓，送走Justus Sheffield，並從自由市場簽下亞當·歐塔維諾和D·J·勒馬修，還用大聯盟底薪簽下剛被藍鳥釋出的特洛伊·托洛維斯基。
洋基隊在這一年曾經連續31場比賽開轟，寫下大聯盟新紀錄。
在拿下球季第82勝、勝率確定超過5成之後，回顧1993年至今，洋基已連續27年勝率超過5成2。這27年之間，勝率最低也有5成19（2014年、2016年），最高則是7成04（1998年）。
9月19日，洋基隊在主場最後一場比賽以9：1大勝天使隊，確定晉級季後賽，也是睽違七年再度拿到美聯東區王座，美聯分區賽將再次和明尼蘇達雙城隊交鋒。
洋基隊、雙城隊是當年大聯盟全壘打最多的兩支球隊，這個分區賽堪稱史上打線最「暴力」的系列。首戰雙方便「不負眾望」地轟出5發全壘打，洋基方擁有托瑞斯的致勝二壘打，終場以10：4旗開得勝。系列賽第二戰，洋基隊在第3局打下7分大局，奠定勝基，加上田中將大5局好投，終場以8：2擊敗雙城隊拿下2連勝，分區系列賽聽牌，洋基目前在季後賽已經對雙城隊12連勝。
10月8日，是大聯盟史上第六次分區系列賽四組對戰有機會同天分出勝負，光芒隊、紅雀隊、國民隊都成功「續命」，只有洋基隊以5：1擊敗雙城隊，拿下三連勝，進軍美聯冠軍系列賽，成為第一支晉級球隊，雙城隊吞下季後賽16連敗，追平北美職業運動史紀錄。
美聯冠軍戰首場，洋基隊派出「神之子」田中將大先發，他無愧季後賽「戰神」美名，主投6局只用68球，僅被敲出1支安打，加上洋基隊打線挹注3發全壘打，其中22歲小將托瑞斯有單場5支3的強勢表現，率領洋基終場7：0完封太空人隊，取得開門紅。
太空人隊在第二戰的2局下率先得分，柯瑞亞掃出二壘安打，帶有1分打點。洋基隊先發詹姆斯·帕克斯頓在3局上遭遇失分危機，今日僅投2+1⁄3局退場，被打4支安打責失1分。美媒猜測他被太空人破解暗號，進而影響表現。
季後賽對洋基隊維持不敗的韋蘭德，在下一戰的4局上先是保送D·J·勒馬修，接著一顆失投偏高滑球，遭到「法官」亞倫·賈吉轟出中外野大牆，這一棒幫助洋基隊取得2:1領先。不過5局下亞當·歐塔維諾接替登板失守，他被季後賽打擊低迷的「春天哥」喬治·史普林格回敬一發陽春砲，雙方回到2:2平手。
洋基隊在6局上本有大好得分機會，但勒馬修在本壘前遭到觸殺出局。接著雙方比數持續僵持，9局下洋基隊終結者阿羅魯迪斯·查普曼抵擋太空人隊進攻，將比賽帶入延長賽。
即將退休的C·C·沙巴西亞在10局下首度上場投球，只投一人次就退場，而接替投球的Jonathan Loaisiga上場連續投了兩個保送，不過J·A·哈普連續抓下2個出局數成功滅火，但11局下逃不過卡洛斯·柯瑞亞狙擊，上來直接抓第一球打，這發再見全壘打一棒擊沉洋基隊，太空人隊成功將戰局扳平。
太空人隊開賽就展現長打火力，首局荷西·奧圖維鎖定洋基隊先發路易斯·賽佛里諾一顆87.6英哩的滑球，一棒掃出左外野大牆；而柯爾首局遇到失分危機，洋基隊打線1局下一度有2出局攻占滿壘的得分機會，葛瑞戈爾斯敲滾地球遭刺殺，洋基隊留下滿壘殘壘。
2局上乔希·雷迪克敲出陽春彈，太空人隊取得2分領先。第7局太空人隊在1出局攻占滿壘的情況下，洋基隊後援投手布里頓發生暴投掉分，接著古利爾擊出高飛犧牲打，太空人隊再添2分。
洋基隊打線直到8局下靠葛雷伯·托雷斯陽春砲才終於打破鴨蛋。太空人隊終場以4：1贏球，系列賽取得2:1領先。
美國聯盟冠軍賽第四戰，洋基隊以3:8不敵太空人隊，系列賽處於1:3的劣勢。洋基隊除了打線慘吞13次三振外，團隊守備發生4次失誤導致失分，也是輸球的關鍵。
美聯冠軍系列賽第五戰，背水一戰的洋基隊韌性十足，拉梅修、希克斯首局雙雙開轟，再加上派克斯頓繳出6局9K失1分的優質先發，洋基隊終場以4:1力退太空人隊，終於在系列賽主場最終戰贏下1勝，美聯冠軍戰追到2:3落後，力保一線生機。
美聯冠軍賽第六戰，雙方都推出牛棚車輪戰，洋基隊方面派出查德·格林先發，太空人隊則推派昨日後援一局的Brad Peacock，形成罕見「休0日先發」狀況。而這場比賽太空人隊終結者雖然砸鍋，在九局上被敲出追平全壘打，但奧圖維在下半局馬上還以顏色，最終洋基隊以4:6敗給太空人隊。

#### 2020年代
2020年
冬季會議結束後，洋基隊正式對外宣佈，與前太空人隊投手格里特·柯爾簽下9年合約，將自2020年至2028年於洋基隊打球，2024年季末擁有跳脫合約之權利。為迎接該名球員，洋基隊將Chance Adams指定轉讓，以空出40人名單位置。
9月21日，西雅圖水手隊負於聖地牙哥教士隊，教士隊拿下久違的國聯季後賽席次，洋基隊則因為水手隊輸球，而晉級至美聯季後賽。
外卡系列賽，洋基隊對陣中區的印地安人隊。洋基隊在9月29日的系列首場，以12比3大勝，隔日洋基隊在9局攻破印地安人隊終結者韓德的投球，靠著拉梅修的超前安打，以10:9再次獲勝，橫掃了印地安人隊，晉級美聯分區系列賽。值得一提的是，30日的賽事費時4小時又50分鐘，這是史上（含季賽）最長的九局大戰。
進入分區系列賽，洋基隊對上同樣以橫掃晉級的同區隊伍光芒隊。美國時間10月6日的分區系列賽第2戰，洋基隊推出王牌投手柯爾先發，儘管他被光芒隊打線打了2支全壘打，但彼方則是回敬4支，最終洋基隊就以9:3拿下勝利。史坦頓在7日的第3戰上演單場雙響砲，無奈除了史坦頓外，洋基隊打線其他球員幾乎沒有發揮，第3戰就以5:7敗給光芒隊。系列賽第4戰在10月8日舉行，洋基隊在攻守兩端展現強大鬥志，整場比賽只讓對手擊出3支安打，搭配沃伊特、托雷斯的全壘打火力支援，最終以5比1擊敗光芒，將系列賽逼至關鍵第5戰。10月9日的第5戰，洋基隊以比數1:2惜敗給光芒隊，無緣挺進美東冠軍賽。
2021年
紐約洋基隊在球季的最後一場比賽（10月3日）與坦帕灣光芒隊交手，洋基隊最終以1:0贏球。這一勝使洋基隊確保當年的美聯外卡席次，將與波士頓紅襪隊爭奪晉級美聯分區賽的門票。10月5日的美聯外卡戰，洋基以2:6落敗，結束令人失望的一季。
10月15日，洋基隊傳出將開除教練團成員，包括打擊教練Marcus Thames、三壘指導教練Phil Nevin、助理打擊教練P.J. Pilittere等人。11月15日，洋基聘請前紐約大都會總教練Luis Rojas擔任三壘指導教練。
2022年
洋基隊在季前透過交易補進游擊手埃西亞·凱納-法雷法和三壘手賈許·唐納森，另外開季前還簽下了荷西·崔維諾，預計作為捕手戰力的替補人選。新的陣容在開季後有不錯的效果，加上傷兵的回歸，自5月以來戰績長紅（迄5月為止為34勝15敗），4月27日後更是盤據分區第一直至季末。這年洋基隊在美東內戰當中取得壓倒性的勝利，這也反映在洋基隊與分區排名第二的球隊的場差數字上。
明星賽（7月19日）之後，洋基戰績開始下滑，8月僅繳出10勝18敗成績，美東龍頭差距也因此顯著縮小。9月7日洋基隊在延長賽以5:4贏球，這是球季的第82勝，也使他們確保季後賽席次（連續6年），此外也是連續30個賽季超過五成勝率。球季的最後一個月，亞倫·賈吉力圖追平、且最終成功刷新了高懸61年之久的美聯單季全壘打紀錄，也帶動了一波收視及關注。
因應2022年的季後賽12隊賽制，洋基隊（排名美聯第2種子）在10月第一週枕戈待旦，積極備戰。隨著克里夫蘭守護者隊（美聯第3種子）在外卡系列戰淘汰光芒隊，洋基隊的戰況也逐漸明朗。投手柯爾在美聯分區系列賽首戰（美國時間10月11日）展現王牌本色，主投6.1局飆出8次三振，僅失1分，加上洋基貝德與瑞佐開轟助威，終場洋基便以4:1拿下首勝。第2戰（14日）洋基在史坦頓助威之下先馳得點，守護者隊則是將戰局帶進延長賽，10局上半再藉由洋基傳球失誤攻下超前分，最終守護者以4:2帶走勝利，系列賽扳成1比1平手。
15日的第3戰移師克里夫蘭，雙方有來有往，其中7個半局有得分出現。洋基雖然發揮拿手的全壘打攻勢，賈吉、卡布瑞拉、貝德各自開轟，不過守護者菜鳥奧斯卡·岡薩雷茲在9局下半滿壘時擊出安打，逆轉戰局，也使洋基在系列賽瀕臨淘汰邊緣。沒有退路的洋基隊在第4戰（16日）提前推出王牌柯爾，柯爾不受休息時間（3天）的影響，再次主投7局，失2分，幫助洋基4:2獲勝，戰局也因此拉回紐約主場，進行殊死第5戰。
原定10月17日舉行的分區系列賽第5戰因雨順延一天，於18日下午順利開打。史坦頓在比賽第1局就打出三分全壘打，加以「法官」賈吉在第2局接力開砲，先發投手小奈斯特·柯泰斯繳出5局好投，牛棚協力守成，終場洋基隊以5:1擊退克利夫蘭守護者隊，在滿場主場球迷（48,178人次）面前晉級美聯冠軍賽，對戰以逸待勞的休士頓太空人隊。
美聯冠軍賽首場（10月19日），洋基作客休士頓，對手由39歲的賈斯丁·韋蘭德主投，在他先發6局的期間，洋基隊只有3支安打、得1分，打線遭到韋蘭德三振11次。洋基隊以2比4吞敗。
系列第三場（10月22日）回歸紐約，洋基2局上被麥科密克（Chas McCormick）轟兩分砲先馳得點，太空人6局上再攻破防線洋基王牌格里特·柯爾防線，艾力克斯·布萊格曼掃二壘安打，凱爾·塔克保送上壘，尤里斯基·古力歐敲安打推進，這時柯爾留下滿壘退場，牛棚未能守住，崔伊·曼西尼高飛犧牲打進帳1分，克里斯蒂安·瓦茲奎茲掃安打追加2分，拉開至5比0。洋基8局下錯過一、三壘有跑者機會，亞倫·賈吉敲三壘滾地球留下殘壘，此戰4打數無安打，吞2次三振，在此系列賽12支1，徹底遭到太空人封鎖。洋基前8局只有1支安打，直到9局上才追加2支安打為時已晚，最終太空人完全壓制以5比0獲勝，在系列賽取得3勝0敗聽牌優勢。
10月23日，洋基再次落敗，系列遭到太空人橫掃出局。
2023年
洋基開季之初先發投手群便飽受傷兵之苦，卡洛斯·羅登與小奈斯特·柯泰斯皆因傷未能出賽，所幸王牌格里特·柯爾獨撐大樑，洋基戰績不至於受到太大影響。在該年6月之前，由柯爾掛帥先發的17場賽事，球隊的成績是13勝4負，柯爾個人則拿下8勝。
2023年6月28日，對陣奧克蘭運動家的比賽，多明哥·赫曼投滿九局無人上壘，洋基以11比0贏球，成為大聯盟史上第24場及洋基隊史第4場完全比賽。
然而洋基在季中欲振乏力，明星外野手亞倫·賈吉韌帶受傷，卡洛斯·羅登回歸表現未如預期，多明哥·赫曼則因酗酒問題被放入限制名單，洋基戰績因而一度跌至東區第四。2023年9月23日，洋基隊以1比7輸給亞利桑那響尾蛇，確定遭到淘汰，是自2016年以來最差戰績，亦是首次無緣季後賽。
2024年
這是球隊歷史的第122個賽季，洋基在季前（2023年12月7日）與教士隊進行了一樁二換五交易案，藉此獲得明星外野手胡安·索托，球隊曾重點培養的投手麥可·金恩，以及長期的替補捕手東岡凱爾則前往西岸打球。先發投手方面，則簽下馬可仕·史卓曼作為補強。
洋基隊在上半球季的表現甚好，打出了58勝40負，逼近6成勝率的成績。隊長賈吉在季初的打擊低潮，則是分外受到關注。7月27日，洋基隊與馬林魚隊進行交易，得到內野手傑茲·齊森姆，這筆交易適時緩解了資深選手如安東尼·瑞佐、D·J·勒馬修等人因傷缺席的狀況。他們在8月、9月仍能維持勝多敗少的戰績（合計29勝23敗），最終以94勝作收，取得美聯東區的首位，以及季後賽的美聯第一種子席位。在10月的季後賽賽程中，洋基隊接連淘汰了中區的皇家隊（分區系列賽）、守護者隊（美聯第二種子，冠軍系列賽），取得了2024年度的美聯冠軍。這是洋基隊繼2009年的世界大賽冠軍之後，睽違十五年再次打入世界大賽。這場與國家聯盟豪門道奇隊的世界大賽，受到全美、乃至於全世界觀眾的矚目，然而洋基隊未能複製前述的表現，以1勝4負結束了該年季後賽的最終輪賽事。

## 歷年戰績

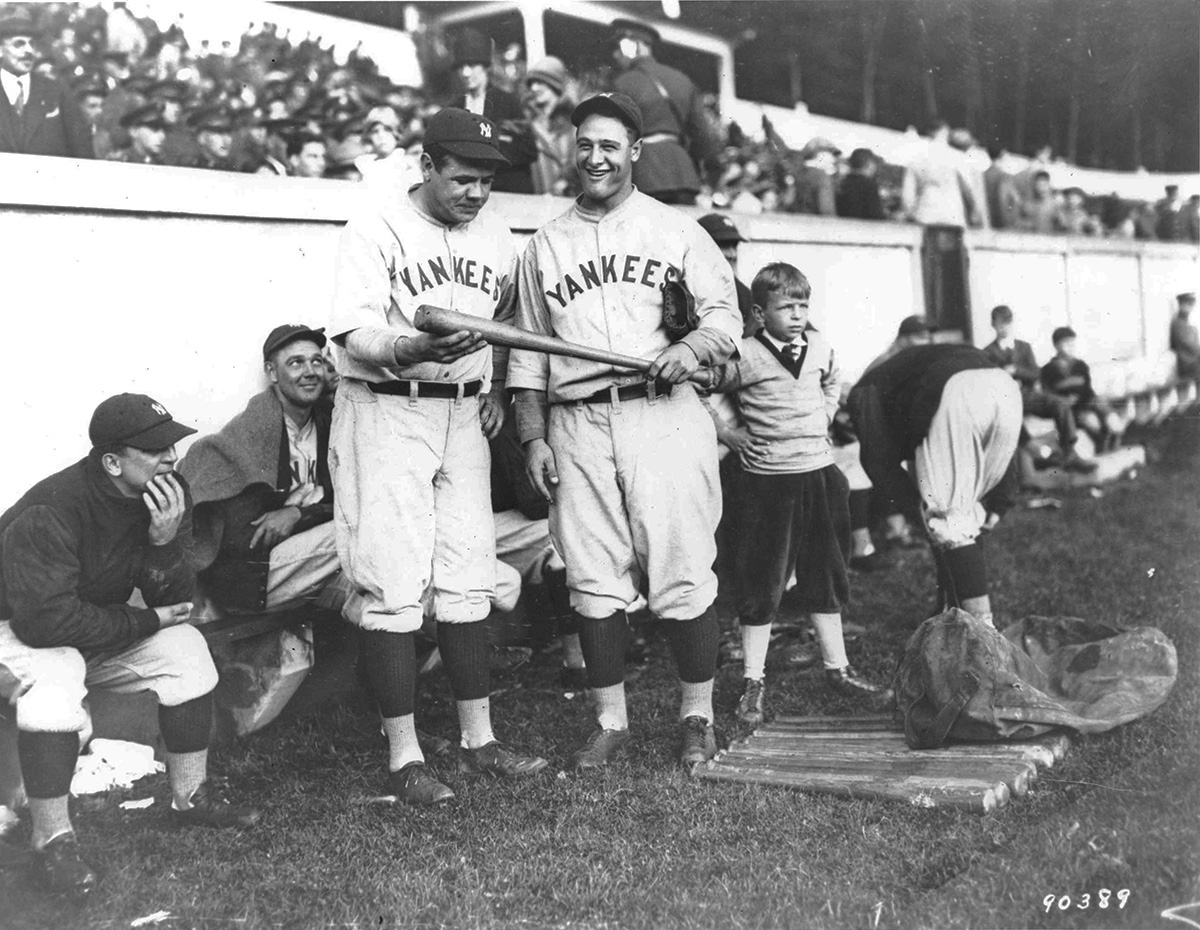
貝比·魯斯和盧·賈里格建立了1927年的殺手打線。

## 著名球員

### 棒球名人堂成員
| - 法蘭克·貝克 1916年-1919年, 1921年-1922年 - 尤吉·貝拉 1946年-1963年 - 韋德·博格斯 1993年-1997年 - 羅傑·布瑞斯納罕 1901年-1902年 - 法蘭克·錢斯（Frank Chance） 1913年-1914年 - 傑克·切斯伯 1903年-1909年 - 厄爾·坎伯 1924年-1935年 - 史丹·柯弗列斯基 1928年 - 比爾·狄奇 1928年-1943年, 1946年 - 喬·狄馬喬 1936年-1942年,1946-1951年 - 里歐·德羅許爾1925年, 1928年-1929年 - 懷堤·福特 1950年, 1953年-1967年 - 盧·賈里格 1923年-1939年 - 雷夫提·高梅茲 1930年-1942年 - 喬·高登 1938年-1943年, 1946年 - 古斯·高薩吉1978年-1983年, 1989年 - 克拉克·葛利菲斯1903年-1907年 - 柏雷·葛萊姆斯1934年 - 瑞奇·韓德森 1985年-1989年 - 韋特·霍伊特 1921年-1930年 - 凱特費許·杭特 1975年-1979年 - 瑞吉·傑克森 1977年-1981年 - 德瑞克·基特 1995年-2014年 - 威利·凱勒 1903年-1909年 |  | - 喬·凱里1902年 - 藍迪·強森 2005年-2006年 - 湯尼·拉澤里1926年-1937年 - 米奇·曼托 1951年-1968年 - 喬·麥克金尼堤1901年-1902年 - 約翰·麥格勞 1901年-1902年 - 強尼·麥茲 1949年-1953年 - 麥克·穆西納 2001年-2008年 - 菲爾·尼可羅 1984年-1985年 - 賀伯·潘奈克 1923年-1933年 - 蓋羅德·派瑞 1980年 - 提姆·雷恩斯1996年-1998年 - 馬里安諾·李維拉 1990年-2013年 - 菲爾·里茲圖 1941年-1942年，1946年-1956年 - 伊凡·羅德里奎茲 2008年 - 威爾伯·羅賓森（Wilbert Robinson）1901年-1902年 - 瑞德·拉芬 1930年-1942年, 1945年-1946年 - 貝比·魯斯 1920年-1934年 - 喬·休威爾 1931年-1933年 - 伊諾斯·史勞特 1954年-1955年, 1956年-1959年 - 李·史密斯 1993年 - 達齊·凡斯 1915年, 1918年 - 保羅·華納 1944年-1945年 - 戴夫·溫菲爾德 1981年-1988年，1990年 |

註；洋基隊是目前唯一一隊在各個守備位置都有名人堂球員的球隊。

### 退休號碼
- 1 比利·馬丁（Billy Martin）; 二壘手、總教練
- 2 德瑞克·基特（Derek Jeter）; 游擊手
- 3 貝比·魯斯（Babe Ruth）; 右外野手、先發投手
- 4 盧·賈里格（Lou Gehrig）; 一壘手
- 5 喬·狄馬喬（Joseph Paul DiMaggio）; 中外野手
- 6 喬·托瑞（Joseph Paul Torre）: 總教練
- 7 米奇·曼托（Mickey Mantle）; 中外野手
- 8 尤吉·貝拉（Yogi Berra）; 捕手、總教練
- 8 比爾·狄奇（Bill Dickey）; 捕手、總教練
- 9 羅傑·馬里斯（Roger Maris）; 右外野手
- 10 菲爾·里茲圖（Phil Rizzuto）; 游擊手
- 15 瑟曼·蒙森（Thurman Munson）; 捕手
- 16 懷堤·福特（Whitey Ford）; 先發投手
- 20 荷黑·波沙達（Jorge Posada）; 捕手
- 21 保羅·歐尼爾（Paul O'Neill）; 右外野手
- 23 唐·馬丁利（Don Mattingly）; 一壘手
- 32 艾爾史東·霍華德（Elston Howard）; 左外野手
- 37 凱西·史丹格爾（Casey Stengel）: 總教練
- 42 傑基·羅賓森（Jackie Robinson）（全大聯盟退休號碼）
- 42 馬里安諾·李維拉（Mariano Rivera）; 救援投手
- 44 瑞吉·傑克森（Reggie Jackson）; 右外野手
- 46 安迪·派提特（Andy Pettitte）; 先發投手
- 49 羅恩·古德瑞（Ron Guidry）; 先發投手
- 51 伯尼·威廉斯（Bernie Williams）; 中外野手

## 管理層

### 球隊老闆
- 1901年-1920年：Calvin Chan（巴爾的摩金鶯時代）
- 1903年-1915年：Frank Farrell和William Devery
- 1915年-1923年：Jacob Ruppert和Tillinghast L'Hommedieu Huston
- 1923年-1939年：Jacob Ruppert
- 1939年-1945年：Jacob Ruppert的繼承人
- 1945年-1947年：Larry MacPhail，Dan Topping和Del Webb
- 1947年-1964年：Dan Topping和Del Webb
- 1964年-1973年：Columbia Broadcasting System
- 1973年-2010年：喬治·史坦布瑞納
- 2010年-2020年：漢克·史坦布瑞納（英语：Hank Steinbrenner）
- 2020年-現今：海爾·史坦布瑞納（英语：Hal Steinbrenner）

## 附属小联盟球队
- AAA：史克蘭頓/威爾克斯─巴禮鐵道騎士 （Scranton/Wilkes-Barre RailRiders）, 國際聯盟 （International League）
- AA：特倫頓轟雷 （Trenton Thunder）, 东方联盟 （Eastern League）
- 高階1A：坦帕洋基 （Tampa Yankees）, 佛羅里達联盟 （Florida State League）
- 1A：查尔斯顿河狗 （Charleston RiverDogs）, 南大西洋联盟 （South Atlantic League）
- 短期1A：史泰登島洋基 （Staten Island Yankees） , 纽约─宾州联盟 （New York-Penn League）
- 新人聯盟：灣岸洋基 （Gulf Coast Yankees）, 灣岸联盟 （Gulf Coast League）

## 軼事
- 近年的洋基隊向來有「邪惡帝國」（evil empire）之稱，洋基球團本身可觀的商業規模，以及管理層不吝於簽下高薪合約的作風都是原因。著名的例子如2002年季後，以3年21,000,000美元合約網羅松井秀喜。有趣的是，為了「邪惡帝國」是否可以作為營利商標使用，洋基隊在2008年的官司中提出證據，以證明自己是「正統」的邪惡帝國，他們的說法在判決中被承認。[11]